# Enzo Gibelli
Pour les articles homonymes, voir Gibelli.
Enzo Gibelli, né le 11 mai 2000, est un judoka français.

## Carrière
Enzo Gibelli évolue dans la catégorie des moins de 73 kg. Aux Championnats du monde de judo 2021 à Budapest, il remporte la médaille d'argent par équipes.